# The Light That Has Lighted the World
«The Light That Has Lighted The World» — песня Джорджа Харрисона с альбома Living in the Material World (1973). Изначально Харрисон написал «The Light That Has Lighted The World» как сторону «Б» к синглу «When Every Song is Sung», записанному им вместе с Силлой Блэк. Харрисон и Блэк были родом из Ливерпуля и оба стали известными музыкантами. Харрисон хотел написать песню об этом. Сначала ему на ум пришла фраза «I’ve heard how some people have said that I’ve changed», а затем и остальной текст песни. В своём конечном варианте песня приобрела другое содержание, совершенно отличное от первоначально задуманного. Харрисон включил её на свой альбом Living in the Material World. Песня была записана во время одной из сессий звукозаписи этого альбома.